# Ngongo (peuple)
Pour les articles homonymes, voir Ngongo.
Les Ngongo sont un peuple d'Afrique centrale établi en République démocratique du Congo, dans les territoires de Masi-Manimba et de Bulungu dans le district du Kwilu (province du Bandundu). Leur population est estimée à environ 200 000 personnes.

## Langue
Leur langue est le ngongo, une langue bantoue.
Exemple : Abunu nze qui signifie comment tu vas
Pé dem qui signifie donne moi la houe
ya magda qui signifie mets toi debout

## Hommes Politique Ngongo
- Cleaophas Kamitatu
- Olivier Kaminatu
- Didier Mazenga